# Преградная (коса)
Прегра́дная — островная коса в составе архипелага Северная Земля. Административно относится к Таймырскому Долгано-Ненецкому району Красноярского края.

## Расположение
Расположена в море Лаптевых в юго-восточной части архипелага. Обрамляет с запада северную часть острова Старокадомского. С противоположной стороны остров Старокадомского так же обрамляет другая островная коса — Защитная.

## Описание
Вытянута вдоль побережья острова. Имеет очень узкую форму длиной около 7 километров. Частично покрыта льдом. Пологая, каких-либо возвышенностей на косе нет. Между косой и островом Старокадомского — песчаная отмель. Чуть южнее лежит бухта Яковкина.

## Топографические карты
- Лист карты T-48-XVI,XVII,XVIII о. Мал. Таймыр. Масштаб: 1 : 200 000. Состояние местности на 1966-1982 год. Издание 1988 г.